# Geitenbaard

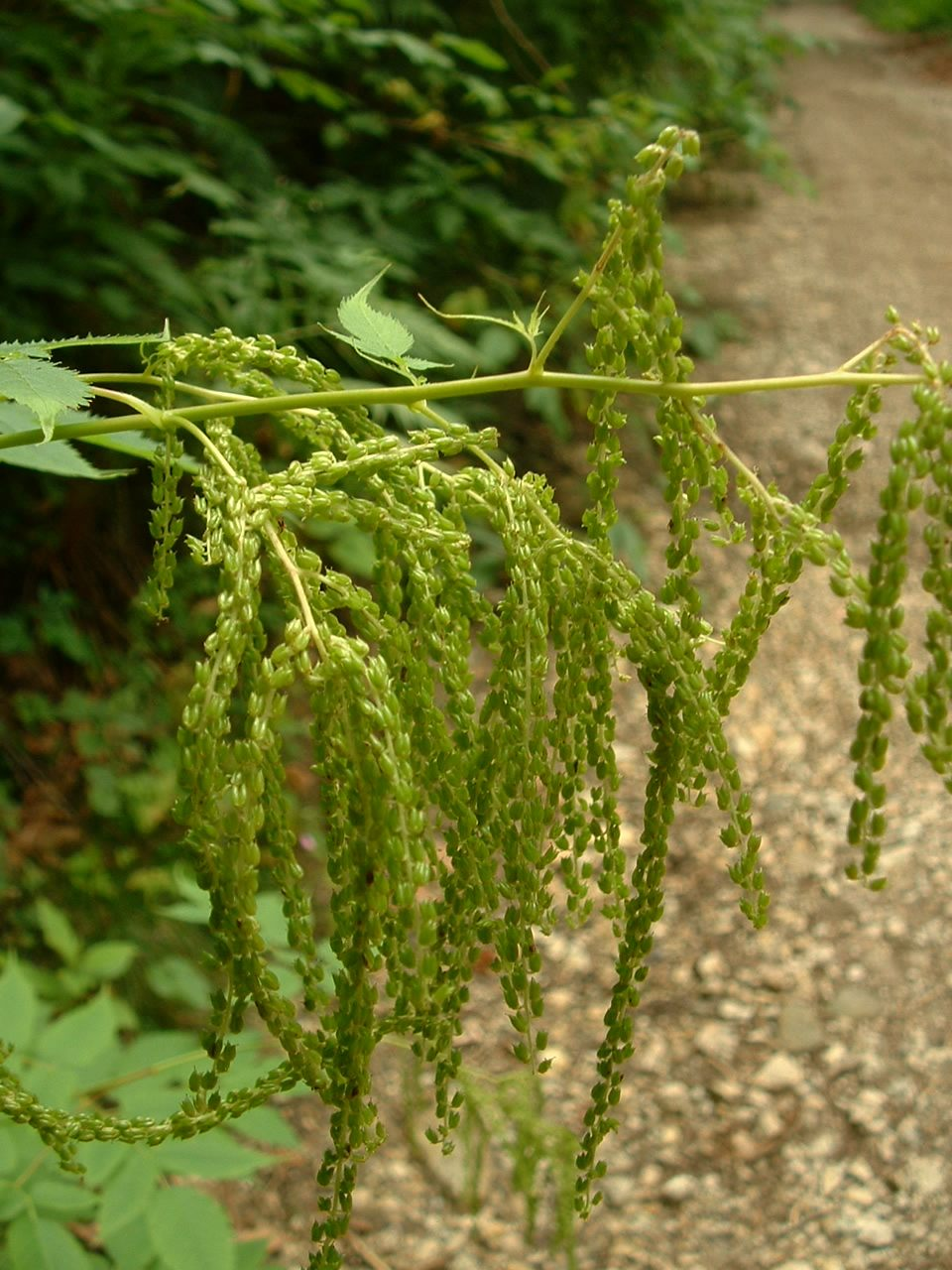
Vruchten

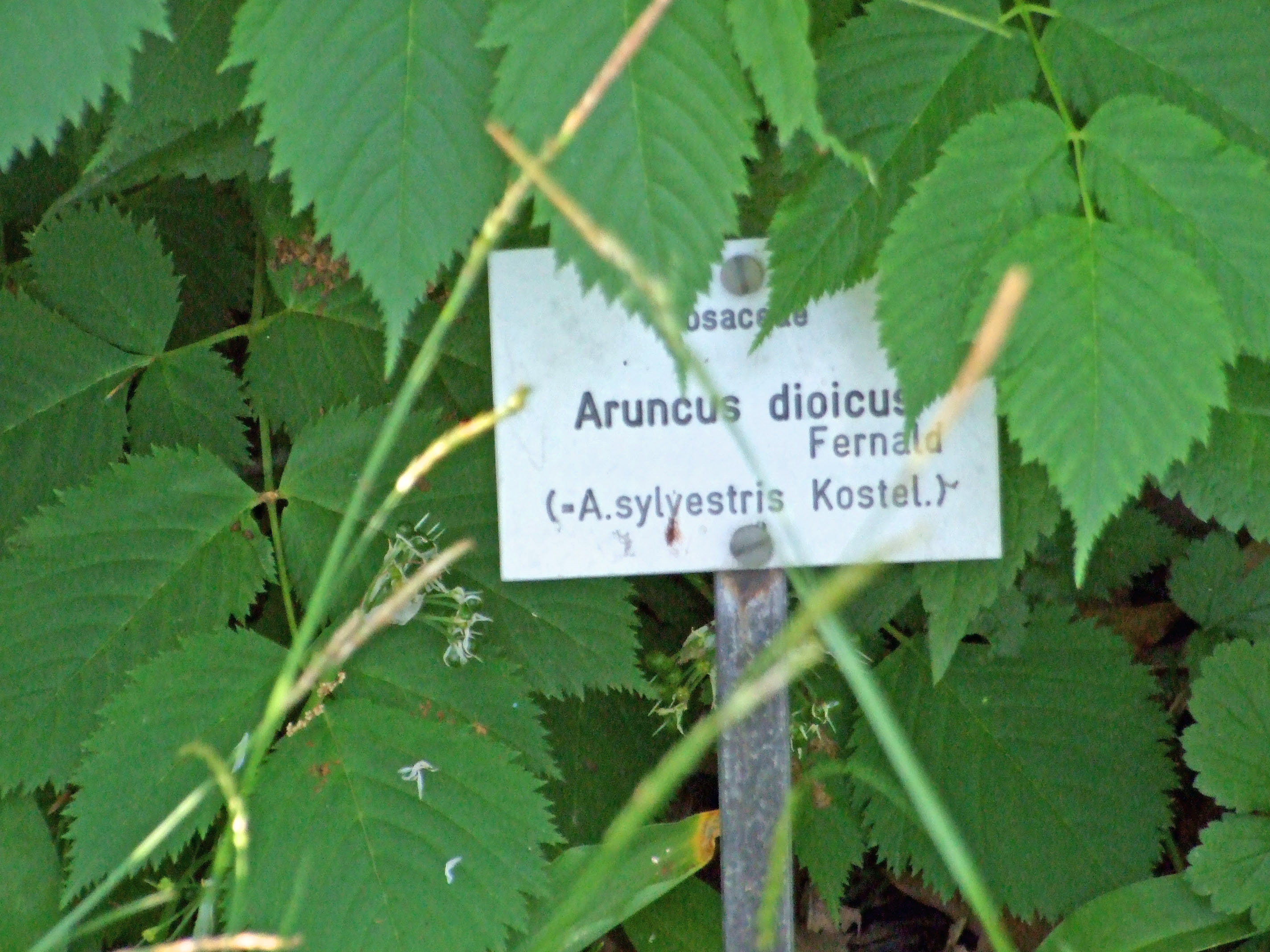
Bladeren

De geitenbaard (Aruncus dioicus) is een vaste plant uit de rozenfamilie (Rosaceae). De plant wordt 1,5–2 m hoog. De soort heeft weinig vertakte stengels. De bladeren zijn onevengeveerd.
De plant is tweehuizig: de bloemen zijn geelwit bij vrouwelijke pluimen en helderwit bij mannelijke. De bloei is van juni tot half augustus. De opmerkelijke naam heeft betrekking op de bloeiwijze met sterk vertakte pluimen met crèmewitte bloemen, die doet denken aan de sik van een geit.
Vroeger werd geitenbaard vaak foutief met Spiraea (struikspirea) aangeduid, omdat de bloeiwijze daar veel op lijkt.

## Kweek
Voor de kweek van geitenbaard is vochtige, halfbeschaduwde grond het beste. De planten gedijen uitstekend op een kleiachtige grond.

## Verwante soorten
Aruncus telt ongeveer tien soorten, die allemaal winterhard zijn. Een andere soort is :
- A. sylvester (synoniem: Spiraea aruncus): de bloemen hebben een iets gelere tint. Hiervan bestaat de volgende cultivar:  A. sylvester 'Kneiffii' is slechts 60 cm hoog.
- Aruncus 'Horatio' is een hybride van A. aethusifolius en A. dioicus die ongeveer 1,6 m hoog wordt. Het blad is fijner en heeft een enigszins oranje gloed. De bloemaartjes staan meer horizontaal en zijn heel lichtroze.